# Adolphe Choteau
Adolphe Choteau, dit Le Vétéran ou Monsieur Choteau, est un pilote  de rallyes franco-ivoirien, né le 20 août 1927 à Tourcoing et mort le 6 avril 2018.

## Biographie
Il s'est classé à trois reprises parmi les cinq premiers d'une épreuve comptabilisée en Championnat du monde des rallyes, en 1988, 1989 et 1991.
Il est le compétiteur le plus âgé à être monté sur un podium du WRC, à 62 ans (un 2 novembre, à Abidjan).
Il a participé à 22 reprises au rallye ivoirien sur 25 années, entre 1973 et 1998 (à 71 ans), dont 13 en WRC de 1978 à 1991 (n'étant absent du mondial qu'en 1982 et 1992) ; en 1981 et 1983, il lui a été donné de disputer l'épreuve sur une Audi Quattro (Gr.4), puis d'obtenir l'une des voitures antérieurement conduites par Michèle Mouton pour les saisons 1985 et 1986 (Gr.B). 
Il a exercé le métier de transporteur.

## Titre
- Champion de Côte d'Ivoire des rallyes, en 1977 (1er titre attribué, à 50 ans passés sur Peugeot 504 Gr.2);

## Podium en WRC
- 3e du Rallye Bandama en 1989, sur Toyota Corolla GT avec Jean-Pierre Claverie pour copilote;

## Victoires notables
- Rallye du Cameroun, à deux reprises à la fin des années 1980 sur Toyota Corolla GT 16v.